# Friedrich Paulsen
Pour les articles homonymes, voir Paulsen.
Friedrich Paulsen, né le 16 juillet 1846 à Langenhorn près de Niebüll (duché de Schleswig) et mort le 14 août 1908 à Berlin-Steglitz, est un pédagogue et philosophe prussien.

## Publications
- (la) Symbolae ad systemata philosophiae moralis historicae et criticae : Dissertatio inauguralis, Schade, Berlin, 1871, 75 p.
- Versuch einer Entwicklungsgeschichte der Kantischen Erkenntnisstheorie, Fues, Leipzig, 1875, 214 p.
- Geschichte des gelehrten Unterrichts auf den deutschen Schulen und Universitäten vom Ausgang des Mittelalters bis zur Gegenwart. Mit besonderer Rücksicht auf den klassischen Unterricht, 2 vol., Veit/Metzger & Wittig, Leipzig, 1885, 811 p.
- System der Ethik. Mit einem Umriß der Staats- und Gesellschaftslehre, Hertz, Berlin, 1889.
- Einleitung in die Philosophie, Hertz, Berlin, 1892, 444 p.
- Immanuel Kant : sein Leben und seine Lehre, F. Frommann, Stuttgart, 1898, 396 p.
- Philosophia militans. Gegen Klerikalismus und Naturalismus, Reuther & Reichard, Berlin, 1901, 192 p.
- Die deutschen Universitäten und das Universitätsstudium, Asher, Berlin, 1902, 575 p.
- Das deutsche Bildungswesen in seiner geschichtlichen Entwicklung, Teubner, Leipzig, 1906, 192 p.